# Ibadan
Ibadan is de hoofdstad van de Nigeriaanse staat Oyo, in het zuidwesten van het land en tevens de op twee na grootste stad van Nigeria. 
Bestuurlijk is de stad opgedeeld in vijf Local Government Area's (LGA): Ibadan North, Ibadan North East, Ibadan North West, Ibadan South East en Ibadan South West. Samen hadden die in 2016 een bevolking van naar schatting 1.887.000.
De Universiteit van Ibadan is de oudste en een van de meest prestigieuze universiteiten van Nigeria.
De stad ligt aan de autowegen A1 en A5 en heeft een luchthaven.
Ibadan is de zetel van een rooms-katholiek aartsbisdom.

## Geboren in Ibadan
- Sade (1959), Brits zangeres
- Hugo Weaving (1960), Australisch acteur
- John Salako (1969), voetballer
- Mutiu Adepoju (1970), voetballer
- Gbenga Okunowo (1979), voetballer
- Oladapo Olufemi (1988), voetballer
- Segun Atere (1985), voetballer
- Junior Torunarigha (1990), voetballer
- Olarenwaju Kayode (1993), voetballer
- Peter Olayinka (1995), voetballer
- Bobby Adekanye (1999), voetballer